# Стјуартсвил (Њу Џерзи)
Стјуартсвил (енгл. Stewartsville) насељено је место без административног статуса у америчкој савезној држави Њу Џерзи.

## Демографија
По попису из 2010. године број становника је 349.
| Група             | 2000.    | 2010.       |
| Белци             | 0 (0,0%) | 306 (87,7%) |
| Афроамериканци    | 0 (0,0%) | 16 (4,6%)   |
| Азијати           | 0 (0,0%) | 2 (0,6%)    |
| Хиспаноамериканци | 0 (0,0%) | 22 (6,3%)   |
| Укупно            | 0        | 349         |